# Diversity Management
Diversity Management (oft und im angelsächsischen Bereich auch Managing Diversity) bzw. Management der Vielfalt oder Diversitätsmanagement ist Teil des Personalwesens (englisch Human Resources Management) und wird meist im Sinne einer konstruktiven Nutzung der in einem Unternehmen oder einer anderen Organisation vorfindbaren personellen und sozialen Vielfalt verwendet. Diversity Management toleriert nicht nur die individuelle Verschiedenheit (englisch diversity) der Mitarbeiter, sondern hebt diese im Sinne einer positiven Wertschätzung besonders hervor und versucht, sie für den Unternehmenserfolg nutzbar zu machen.
Die klassische Betriebswirtschaftslehre geht davon aus, dass die Diversität der Mitarbeiter nicht im Fokus ihres Gestaltungsinteresses steht, sondern nur einer von vielen sozialen Faktoren des betrieblichen Verwertungsprozesses ist. Im Gegensatz dazu besteht das Ziel des Diversity Management darin, diese Diversität der Arbeitskräfte zu nutzen und deren Differenzen bewusst im Sinne des Unternehmens zu gestalten, unter anderem um neue externe Rekrutierungspotenziale zu erschließen, die Vielfalt der externen Kundschaft oder Klientel auch innerhalb der eigenen Arbeitsorganisation besser abzubilden (Diversity Marketing), eine dysfunktionale soziale Diskriminierung von Frauen und Minderheiten zu verhindern, Beschäftigten bisher in Führungspositionen unterrepräsentierter Gruppen Karrierewege zu ermöglichen und dadurch die Motivation, Wettbewerbsfähigkeit und Kreativität zu steigern.
Diversity Management fokussiert in der Europäischen Union die gesetzlich durch das AGG oder andere Rechtsprechung vorgegebenen Merkmale wie Geschlecht, Ethnie, Alter, Behinderung, sexuelle Orientierung und Religion. Zusätzlich zu den im AGG genannten „Primärdimensionen“ werden gelegentlich auch „Sekundärdimensionen“ genannt, die durch ein Diversity Management berücksichtigt werden sollen: das Einkommen, der berufliche Werdegang, die „geografische Lage“, der Familienstand, die Elternschaft und die (Aus-)Bildung eines Bewerbers bzw. Mitarbeiters. In noch stärker ausdifferenzierten Konzepten des Diversity Managements werden auch Kategorien wie Unterschiede in Fähigkeiten, Kompetenzen, Arbeitsstil und Verhalten aller Art berücksichtigt.
Das Diversity Mainstreaming durch staatliche Verwaltungen verwendet dieselben Begriffe wie das Diversity Management in Unternehmen. Es orientiert sich jedoch weniger an wirtschaftlichem Profitstreben als vielmehr am Gedanken sozialer Gerechtigkeit und der Herstellung von Chancengleichheit für alle Menschen.

## Definitionen

### Diversity im Unternehmenskontext
Der Begriff Diversity, der meist mit „Diversität“, „Heterogenität“, „Verschiedenartigkeit der Belegschaft“ oder in leicht positiver Konnotation mit „Vielfalt“ übersetzt wird, ist vielschichtig und facettenreich. Die aktuelle Diskussion bewegt sich zwischen den Polen der Gleichstellungspolitik einerseits und einer proaktiven Wettbewerbsorientierung andererseits. Clutterbuck verdeutlicht:

„At one extreme, diversity can be seen as a means of overcoming injustice – righting wrongs – and at the other as a means of enhancing individual and group contribution to the organization’s goals.“

Die Begriffsfassungen von Diversity unterscheiden sich hinsichtlich der Merkmale und des Umfangs sozialer Inklusion, die aufgrund ihrer Auswirkung auf die Arbeitsbeziehungen relevant werden. Am weitesten – wenn auch weg von dem politischen Impetus der Gleichstellung – geht die Definition nach Dieter Wagner und Peyvand Sepehri, wenn sie unter Diversity jegliche Unterschiede fassen, durch die sich Menschen in Organisationen auszeichnen.
Differenzierter formulieren Thomas und Ely:

„Diversity should be understood as the varied perspectives and approaches to work that members of different identity groups bring.“

Die Auffassungen divergieren insbesondere in Bezug auf das Ausmaß, in dem neben sichtbaren demographischen Diversitätsmerkmalen wie Alter, Geschlecht, ethnische Herkunft, Religion und Bildungsstand (surface-level diversity) auch nicht sichtbare Merkmale wie kulturelle Werthaltungen und Erfahrungen (deep-level diversity) von Interesse sind. Während sichtbare Attribute für Teilhabe und Partizipation an Arbeits- und Entscheidungsprozessen in Gruppen eine wichtige Funktion haben, kann die Qualität und Verteilung von nicht sichtbaren oder nur schwer erkennbaren Unterschieden unmittelbare Leistungs- und Ergebnisrelevanz für Unternehmen entfalten. Eine Begriffsfassung, die über eine summarische Erfassung relevanter Unterschiede von Mitarbeitern und Organisationseinheiten hinausgeht, bietet Rosemary Hays-Thomas, die mit der Auswirkung der Diversität auf die Arbeitsbeziehungen zugleich die Begründung für die unternehmerische Relevanz von Diversity liefert:

„We will use the term ‚diversity‘ to refer to differences among people that are likely to affect their acceptance, work performance, satisfaction, or progress in an organization.“

Der Wert der Diversität für eine Organisation wird wesentlich durch die Perspektiven bestimmt, die die Organisation bezüglich der leistungsrelevanten Merkmale ihrer Mitglieder einnimmt.
Auf die Gefahr, dass durch eine Betrachtungsweise, die Menschen primär aufgrund einzelner Merkmale als Angehörige bestimmter Gruppen klassifiziert oder kontraproduktive stereotype Denk- und Verhaltensmuster gefördert werden, wird von verschiedenen Autoren deutlich hingewiesen. Die Alternative ist ein Diversity-Begriff, der die Individualität als das Wesen menschlicher Existenz in den Vordergrund rückt.
Als Argumentationshilfe zur Auseinandersetzung mit Skeptikern listen Gremien der deutschen Bundesregierung und der Europäischen Union zehn Gründe auf, warum Unternehmen proaktiv ein Diversity Management implementieren sollten:
„DiM…
- steigert den Umsatz: Migrantinnen und Migranten bringen wertvolle Sprachkenntnisse mit, um neue Kundengruppen anzusprechen;
- hilft bei der Expansion in neue Märkte: Mitarbeiterinnen und Mitarbeiter aus anderen Kulturen haben ein tiefes Verständnis ihrer Herkunftsmärkte – Unternehmen können Vorteile im Einkauf und Verkauf erzielen;
- verbessert das Image: Die Öffentlichkeit honoriert Unternehmen, die sich offen und pluralistisch darstellen;
- erleichtert die Rekrutierung geeigneter Beschäftigter: Unternehmen, die Vielfalt schätzen, können sich als beliebte Arbeitgeber positionieren;
- bindet Beschäftigte an den Betrieb: DiM-Unternehmen haben eine geringere Fluktuationsrate, weil Beschäftigte sich verstanden und 'zu Hause' fühlen;
- nutzt vorhandene Potenziale der Belegschaft: DiM verringert Reibungsverluste zwischen heterogenen Mitarbeitergruppen, verbessert den Informationsaustausch und steigert damit die Leistung;
- verbessert das Ranking von Analysten: Institutionelle Investoren begrüßen es, wenn Führungspositionen international besetzt sind;
- ermöglicht den Zugang zu ethisch orientiertem Kapital: Politisch korrekte Investmentfonds erwarten eine funktionierende pluralistische Binnenorganisation innerhalb von Unternehmen;
- senkt Risiken: AGG-Schadensersatzklagen sind weniger wahrscheinlich, wenn ein Betrieb DiM umsetzt;
- antizipiert internationale Regulierung: Global agierende Unternehmen operieren in unterschiedlichen Rechtsgebieten, die teilweise von strengen Anti-Diskriminierungsrichtlinien geprägt sind.“[11]

### Diversity Management
Diversity Management beinhaltet nach Taylor Cox „planning and implementing organizational systems and practices to manage people so that the potential advantages of diversity are maximized while its potential disadvantages are minimized.“ Insofern stellt die Implementation von Diversity Management nicht nur eine Methode der Mitarbeiterführung, sondern eine unternehmensstrategische Aufgabe dar. Sie basiert im Idealfall auf Analysen, die die vorfindbare Vielfalt der Beschäftigten und ihre Repräsentanz auf verschiedenen Hierarchieebenen in den Unternehmensbereichen wie im Außenraum gegenüber dem Kunden feststellen.
Daraus können personalpolitische Schlussfolgerungen für den Zugang zu neuen Gruppen auf Absatzmärkten oder zur Optimierung von Produkten, Dienstleistungen und Ansprachestrategien für verschiedene Käufergruppen (Diversity Marketing) abgeleitet werden. Diese Schlussfolgerungen bestehen z. B. darin, in der Vielfalt und Unterschiedlichkeit der Beschäftigten besonderes fach-, branchenfremdes oder fremdkulturelles Wissen oder berufliche Erfahrungen von Arbeitskräften (Quereinsteigern) mit ungewöhnlichen Karrieren nutzbar zu machen. Es geht auch darum, in der Vielfalt enthaltene Konfliktpotenziale bei der Personalrekrutierung und Zusammensetzung von Teams zu beachten.
Vor allem wird Diversity Management im Wettbewerb der Unternehmen um qualifiziertes Personal und bei Fachkräfteengpässen zur Erschließung neuer Zielgruppen empfohlen. Dem steht allerdings die Aussage einer Studie von Kienbaum Consultants International gegenüber, dass Personalentscheider dem Thema Diversity trotz Fachkräftemangel keine große Relevanz beimessen: Nur sechs Prozent platzieren Diversity Management auf den ersten Rang einer Prioritätenliste der Personalbereiche (und damit auf den vorletzten Platz).
Im Personalmanagement wird oft nach dem Prinzip der Selbstähnlichkeit rekrutiert, was auch bei der Selektion privater Kontakte oder bei der Partnerwahl üblich ist. Privat wie im Arbeitsleben gilt es als ein Prinzip, das Konflikte minimiert. Dabei birgt es erhebliche Risiken für Unternehmen: Perspektiven werden vorschnell eingeengt, Risiken oder spezifische Kundenbedürfnisse werden übersehen, für Querdenker ist kein Platz. Insbesondere im Verhältnis von Prinzipal und Agent ist das riskant.

### Diversity Mainstreaming in staatlichen und nicht-profitorientierten Institutionen
In der öffentlichen Verwaltung und im Non-Profit-Bereich (Erziehung, Bildung, Gesundheit, Therapie usw.) geht es um eine angemessene Abbildung der sozialen und demografischen Struktur der Klientel in der Belegschaftsstruktur dieser Einrichtungen. Man verspricht sich davon eine bessere Erreichung von Zielgruppen und eine höhere Qualität der professionellen Arbeit.
Die Antidiskriminierungsstelle des Bundes definiert „Diversity“ als
- ein menschenrechtlich orientiertes Verständnis von Vielfalt, das auf gleiche Rechte abzielt und dabei die Vielfalt und Komplexität von Menschen und ihren Lebenslagen berücksichtigt;
- ein[en] Perspektivenwechsel vom problemzentrierten hin zu einem ressourcenorientierten Verständnis von Zielgruppen;
- ein Organisations- und Personalentwicklungsinstrument, das zu höherer Effizienz und Kreativität in Arbeitsprozessen, besserer Kundenorientierung und mehr sozialer Gerechtigkeit führt.

Diese Definition orientiert sich an den sechs „Primärdimensionen“ des AGG und ist für alle Dienststellen des Bundes, der Länder und der Kommunen in Deutschland verbindlich. Von Belang für die Privatwirtschaft sind die genannten Vorgaben insofern, als Gebietskörperschaften auch als Wirtschaftssubjekte fungieren, die durch Richtlinien für die Vergabe öffentlicher Aufträge ihre Vorstellungen von Diversity auch für Dritte verbindlich machen können.
Das Center for intersectional justice schlägt vor, die soziale Herkunft als siebente der Vielfaltsdimensionen anzuerkennen, was von der deutschen Charta der Vielfalt unterstützt wird.

## Ziele und Inhalte
Diversity Management hat zum Ziel, die in der Vielfalt steckenden Potentiale zu realisieren. Schlagwortartig wird formuliert, dass aus Wertschätzung Wertschöpfung entstehen soll.
Mit Diversity Management verbinden sich operationale und strategische Zielsetzungen. Die strategische Zielsetzung besteht in der Erhöhung der Anpassungsfähigkeit an sich global verändernde Marktbedingungen und Kundenstrukturen (z. B. Nischenmärkte) durch den Aufbau eines einzigartigen, schwer imitierbaren Humankapitals, vor allem auch durch Identifizierung vorhandener, aber brachliegender diverser Ressourcen. Im weitestgehenden Fall ist damit die Transformation der Organisation zu einer multikulturellen Organisation im Sinne aller Diversity-Aspekte, also einschließlich Gender, Alter usw. gemeint.
In der operationalen Ausrichtung zielt Diversity Management auf erhöhte operative Effektivität, Problemlösungs- und Konfliktlösungsfähigkeit heterogener Gruppen.
In dem in Deutschland noch jungen Gebiet des Diversity Management ist eine Binnendifferenzierung zu beobachten. Mit personenbezogenen und verhaltensbezogenen Aspekten werden zwei Inhaltsbereiche des Diversity Management unterschieden.

### Personenbezogene Aspekte
Personenbezogenen Aspekten (ethnische Herkunft, Geschlecht, Alter, Bildungsabschluss) wird durch speziell auf Zielgruppen zugeschnittene Maßnahmen Rechnung getragen, etwa zur Migrationsthematik, zur Wiedereingliederung älterer Arbeitnehmer und zum Umgang mit Generationenvielfalt (Generationen-Management) und der Beachtung von unterschiedlichen Bedürfnissen der Geschlechter (Gender-Mainstreaming).
Allerdings beziehen nur wenige Unternehmen ausdrücklich auch die sexuelle Orientierung ihrer Mitarbeiter in das Verständnis von Diversity ein. IBM (in den USA schon seit 1983), die Hamburger Hochbahn AG und Ford Köln gehören zu diesen Ausnahmeunternehmen.

### Verhaltensbezogene Diversität
Maßnahmen, die verhaltensbezogene Aspekte (verhaltenswirksame Einstellungen gegenüber und Erfahrung im Umgang mit Diversität) zum Gegenstand haben, zielen auf die Schaffung eines für das Diversity Management günstigen Umfeldes und von Akzeptanz. Dabei kann in der Praxis beobachtet werden, dass stereotype Vorstellungen die Maßnahmeinhalte bestimmen. So wird z. B. bei der Eingliederung von Mitarbeitern ausländischer Herkunft auf Sprachunterricht Wert gelegt. Das kann dazu führen, dass eine heftige Konkurrenzsituation zwischen Mitarbeitern mit bereits fortgeschrittenen Deutschkenntnissen und solchen mit Basiskenntnissen entsteht. Das ist aber bereits Ausdruck eines konkurrenzorientierten kulturgeprägten Verhaltens, das nicht bei Mitarbeitern aller Nationalitäten vorkommt. Wenn die Sprachkurse ohne Beachtung des kulturellen Hintergrundes erfolgen, kann es auch vorkommen, dass z. B. Frauen aus muslimischen Ländern aufgrund von kulturellen Tabus nicht teilnehmen. Im Gegensatz zu Methoden „aus einem Guss“ wäre in diesem Beispiel das Anbieten von Deutschunterricht für Paare muslimischer Herkunft eine zielgruppenangepasste Maßnahme. Das Beispiel wirft auch die Frage auf, ob Gender nur ein gleichwertiges Identitätsmerkmal neben anderen ist oder ob Diversity-Merkmale je nach Kultur oder Region sehr unterschiedliche Konnotationen haben.
Die Fokussierung verhaltensbezogener Diversität kann auch zu Stereotypenbildung führen. Symptomatisch dafür sind Aussagen wie „Mitarbeiter der technischen Abteilung können nicht kundenorientiert denken“ oder „Mit denen kann man nicht zusammenarbeiten.“ Durch solche selbsterfüllenden Prophezeiungen können die Arbeitsbeziehungen nachhaltig beeinträchtigt und die erforderliche Diversität vermindert werden.

### Implementation
Taylor Cox schlägt ein dreistufiges Modell zur Vermittlung diversity-relevanter Inhalte und Themen vor, das die Bearbeitung sowohl personen- als auch verhaltensbezogener Aspekte ermöglichen soll. Er unterscheidet bei der Konzipierung von Maßnahmen drei Funktionen: Sensibilisierung, Wissensvertiefung und Verhaltensänderung.
- Die Sensibilisierung dient der Förderung der bewussten Wahrnehmung von Vielfalt und der Trennung dieser Wahrnehmung von Bewertungen, denn Vielfalt wird im Arbeitsalltag (zu) oft als störendes Anderssein wahrgenommen.
- Wissensvertiefung stellt sachliche Informationen über die ausgewählten Diversity-Aspekte bereit und dient der Orientierung. Sie soll helfen, das zuweilen als irritierend erlebte Anderssein von Kollegen, Kunden oder Klienten neu zu verstehen und sich bewusst zu werden, dass Menschen dasselbe Erlebnis mit Anderen unterschiedlich interpretieren und bewerten können und dass es immer auch andere Verständnismöglichkeiten als die eigene gibt.
- Verhaltensänderung kann als Wirkung gelungener Sensibilisierung und Wissensvermittlung begriffen werden: Man reagiert anders auf bestimmte Situationen, ruft neu erworbenes Wissen in diesen Situationen ab, sucht nach Erklärungen für irritierende Beobachtungen und ist zu Probehandeln bereit. Die Verhaltensänderung kann durch Methoden wie Fallbesprechungen und Critical incident unterstützt werden.

Diese drei Schritte sind bei der betrieblichen Entwicklung interkultureller Kompetenzen bereits erfolgreich erprobt worden.

### Praktische Umsetzungsmöglichkeiten
Ein erfolgreiches Diversity Management hängt maßgeblich von gezielten Initiativen ab, die sich darauf fokussieren, Diversität und Inklusion innerhalb einer Organisation aktiv zu fördern. Dazu zählen Maßnahmen wie Schulungen, zum Beispiel zu unbewussten Vorurteilen, Job-Rotation-Programme, interkulturelle Trainings oder auf Diversität ausgerichtete Rekrutierungsprogramme. Diese Initiativen stoßen jedoch nicht immer auf uneingeschränktes Verständnis bei den Mitarbeitenden. Daher ist es entscheidend, die Initiativen strategisch und engagiert in die Organisationskultur zu integrieren, um ihre Wirkung langfristig zu sichern. Forschungsergebnisse zeigen, dass die Unterstützung auf Führungsebene ausschlaggebend für das Gelingen solcher Initiativen ist. Führungskräfte sollten dabei eine Vorbildfunktion übernehmen und die Verantwortung für die Umsetzung der Maßnahmen aktiv mittragen. Diese Verantwortung kann sowohl intern von Führungskräften als auch von externen Spezialisten übernommen werden, deren Fachkompetenz die Glaubwürdigkeit und Effizienz der Initiativen verstärkt. Darüber hinaus ist es wichtig, für die erfolgreiche Umsetzung von Diversity-Initiativen klar definierte und messbare Ziele zu setzen. Diese Ziele schaffen Transparenz und geben Mitarbeitenden eine konkrete Perspektive, was durch die Maßnahmen erreicht werden soll. Eine regelmäßige Überprüfung und Kontrolle der Prozesse stellt sicher, dass die Diversity-Ziele auf Kurs bleiben und ermöglicht zugleich die frühzeitige Identifizierung von Problemen und Chancen für Optimierungen. Wichtige Instrumente sind dabei die systematische Erfassung und Dokumentation von Daten, wie etwa dem Geschlecht oder der ethnischen Herkunft der Mitarbeitenden. Diese Daten bieten wertvolle Einblicke und ermöglichen es, Fortschritte zu messen und gegebenenfalls Anpassungen vorzunehmen. Langfristig angelegte Ziele, die regelmäßig überprüft und analysiert werden, sind essenziell, um die Unterstützung für Diversity-Initiativen im Unternehmen zu sichern. Denn sollten die gesetzten Ziele nicht erreicht werden, könnte das Vertrauen der Mitarbeitenden in die Maßnahmen schwinden. Durch klare Zielsetzungen und regelmäßige Analysen kann diesem Risiko entgegengewirkt und eine positive Wirkung von Diversity-Initiativen auf das Betriebsklima und die Unternehmensleistung erreicht werden.

## Hintergrund und Geschichte
Das Konzept des Diversity Management entwickelte sich ursprünglich als sozio-politische Graswurzelbewegung in den USA der 1960er Jahre an der Schnittstelle von Frauenrechts- und Bürgerrechtsbewegung. Hieraus entstand zunächst die Affirmative Action in öffentlichen Einrichtungen, z. B. in der Armee, und in Unternehmen: Sie zielt darauf, dass die in der Gesellschaft vertretenen Bevölkerungsgruppen durch gezielten Nachteilsausgleich (bzw. Vorteilsgewährung) in diesen Einrichtungen stärker vertreten sein sollen, d. h. erleichterten Zugang zu Ausbildung, Arbeit und Karriere erhalten. In Deutschland ist dies unter dem Namen „positive Diskriminierung“ bekannt. In der US-Literatur ist dieser Typ von Maßnahmen auch als Discrimination and Fairness-Paradigma bezeichnet worden.
Der Gedanke, dass der Staat dafür zuständig sei, die Diskriminierung von Menschen durch (potenzielle) Arbeitgeber zu unterbinden, ist in Deutschland heute noch lebendig. So gibt z. B. die Antidiskriminierungsstelle des Bundes Informationen über unzulässige Fragen in Vorstellungsgesprächen, den „Intersex Awareness Day“ sowie über das „LSBTIQ-Lehrpersonal“ in Deutschland heraus.
In den letzten Jahrzehnten wurde das Konzept des Diversity Managements zunehmend von Unternehmensführungen aufgegriffen. Während bis in die späten 1990er Jahre Diversity Management vor allem die Frage beinhaltete, wie benachteiligte Gruppen in Unternehmen eingebunden werden können, geht es seither mehr um die Frage, wie die Arbeitsbeziehungen heterogener Belegschaften gestaltet werden können. Manfred Becker sieht sogar eine Schwerpunktverschiebung zwischen den Begriffen Diversity Management und Mangement Diversity: Letzteres ziele darauf, die individuellen Differenzen nicht ausufern zu lassen, sondern so zu managen, dass das common acting und common thinking der Organisationsmitglieder noch gewährleistet bleibt.
Thomas und Ely zufolge weist es als Strategie für Manager wie andere Managementkonzepte auch verschiedene „Reifegrade“ auf, die die Autoren anhand dreier Entwicklungsstufen beschreiben:
Die inzwischen als klassisch zu bezeichnende Diversity-Management-Typologie von Thomas und Ely identifiziert drei wesentliche Stoßrichtungen oder Paradigmen des Diversity Management in Unternehmen und lenkt gleichzeitig den Blick darauf, „how context might shape people’s thoughts, feelings, and behaviours […] and how these, in turn, might influence the role of cultural diversity in the work group’s functioning.“. Es handelt sich um folgende Gestaltungsparadigmen:

### Discrimination-and-fairness-Paradigma
Unter den Vorzeichen des „discrimination-and-fairness“-Paradigmas wird ein Zielbündel, bestehend aus Gleichstellung (equal opportunity), Gleichbehandlung (fair treatment) und sozialer Gerechtigkeit (social justice), verwirklicht. Anstoß sind bzw. waren rechtliche Vorgaben zur Gleichbehandlung von Minoritäten bei Rekrutierung, Entlohnung und Förderung. Ein Gradmesser der Zielerreichung besteht etwa in der Erfüllung von Beschäftigungsquoten. Die zugrundeliegende Werthaltung postuliert: „It is not desirable for diversification of the workforce to influence the organization’s work or culture. The company should operate as if every person were of the same race, gender, and nationality.“. Die Logik hinter dem Paradigma ist eine ähnliche wie hinter der Antidiskriminierungsgesetzgebung, z. B. dem Allgemeinen Gleichbehandlungsgesetz. Mit dieser Nivellierung der bestehenden Unterschiede wird allerdings Mitarbeitern die Möglichkeit genommen, ihre in den Arbeitsbeziehungen wirksam werdende Individualität in die Verbesserung von Strategie, Arbeitsprozessen und Verfahrensweisen einzubringen. Auch entfällt bei Vorgabe von Quoten die Bewusstmachung von Vielfalt als Mittel zur Erhöhung der Identifikation mit der Organisation. Der Zwang zur Gleichbehandlung und das Gebot des „common acting“ können Passivität und ausweichendes Verhalten fördern und Motivation und Eigenaktivität zur Verbesserung der persönlichen Situation reduzieren.
Auch wird darauf hingewiesen, dass existierende Arbeitsgesetze, Mitbestimmungsstrukturen und Diversity-Strategien die Handlungsspielräume der Unternehmen bei der Gestaltung von Diversity einschränken oder in Widerspruch zueinander treten können. So kann die Sozialauswahl bei betriebsbedingter Kündigung in Deutschland die Freiheitsgrade der Gestaltung einschränken.
Betriebsräte (und das AGG) fordern im Allgemeinen die Gleichbehandlung, während Diversity Management gerade die individuelle Behandlung fordert oder zumindest eine größere Bandbreite an Maßnahmen und Ansatzpunkten bietet.

### Access-and-legitimacy-Paradigma
Auf der Entwicklungsstufe des „access-and-legitimacy“-Paradigmas wird die Vielfalt der Belegschaft als Wettbewerbsfaktor erschlossen. Durch Nachbildung der demographischen Struktur der Kundengruppen in der Belegschaft, z. B. durch Einsatz von Kundenmanagern („key account managers“) mit entsprechender personeller und qualifikatorischer (sprachlicher usw.) Passung, sollen Wettbewerbsvorteile erzielt werden. Nach Thomas und Ely besteht dabei jedoch die Gefahr, dass durch dieses Vorgehen Mitarbeiter mit Nischenkompetenzen zu schnell in verschiedene „Taubenschläge“ (pigeonholes) gesperrt werden, ohne dass man versucht, ihre Fähigkeiten wirklich zu verstehen und sie in den Mainstream der Arbeitsorganisation zu integrieren. Werden einzelne Leistungsträger auf ihre minoritätenspezifischen Fähigkeiten reduziert, ohne für Informations- und Kompetenzaustausch in der Organisation Sorge zu tragen, wird Diversity Management nur als „Insellösung“ realisiert. Die mangelnde Durchlässigkeit der Organisation behindert dann mögliche Lerneffekte, Diversity Management bleibt punktuell und auf die operative Ebene beschränkt.

### Learning-and-effectiveness-Paradigma
Eine wesentliche Begriffserweiterung erfährt Diversity Management beim „learning-and-effectiveness“-Paradigma. Durch die Nutzung der in der Diversität der Belegschaft gründenden Vielfalt der Zugänge zu Arbeitsgestaltung, Aufgabenplanung und Problemlösung lernt die Organisation. Durch Hinterfragung organisatorischer Funktionen, Strategien, Prozesse und Verfahrensweisen sollen Mitarbeitern Freiheitsgrade und Wertschätzung vermittelt und im Gegenzug Innovation durch Beteiligung gefördert werden. Stärker als beim „Diskriminierung-und-Fairness“ und „Marktzugangs-und-Legitimitäts“-Paradigma stellt das „Lern-und-Effektivitäts“-Paradigma auf organisationales Lernen und die ökonomische Nutzbarmachung der Diversity ab. Erfolg begründet die Legitimität von Diversity-Maßnahmen. Es ist jedoch fraglich, ob die Erkenntnisse zum organisationalen Lernen sich bruchlos auf die Problemstellung des Diversity Management
übertragen lassen, besteht doch ein Unterschied zwischen der Zusammenarbeit in homogenen Gruppen und den besonderen Anforderungen, die Gruppen-Heterogenität an Qualifikation und Identifikation ihrer Mitglieder stellt.
Im Gegensatz zur deskriptiven Vorgehensweise von Thomas und Ely vertritt Cox 1991 eine dezidiert präskriptive Orientierung mit dem Ziel der Maßnahmengenerierung in Übereinstimmung mit den strategischen Zielen zur Verwirklichung einer multikulturellen Organisation. Das prozessual orientierte Modell von Cox et al. 2001 geht über die Nennung idealtypischer Entwicklungsphasen des Diversity Management hinaus und strebt eine Integration in die strategische Unternehmensführung an. Das Ergebnis ist ein fünfstufiger Regelkreis der Transformation zu einer multikulturellen Organisation. Dieser setzt sich aus den Elementen Führung („leadership“), Messung der Diversity-Kompetenz in der Organisation („Research and Measurement“), Anstoß eines internen Lernprozesses („Education“), Anpassung von Rekrutierung, Vergütung, Personalentwicklung und Arbeitsgestaltung auf Anforderungen des Diversity Management („Alignment of management systems“) und Erfolgskontrolle („Follow-up“) zusammen Cox berücksichtigt bei aller strategischen Orientierung jedoch durchaus die emotionale Reaktion der Mitarbeiter auf die Trainingsprogramme und fordert ihre breite Beteiligung. Ein breites Spektrum von Sensibilisierungs. und Trainingsmethoden findet sich bei Weißbach et al. 2009.

### Zunehmende Durchsetzung einer marktbasierten Perspektive
Will Kymlicka zeigt, dass der Aufstieg des Multikulturalismus und die Anerkennung von Diversity seit den frühen 1990er Jahren in vielen Ländern mit dem Aufstieg des Neoliberalismus und dem Ab- oder Umbau des Wohlfahrtsstaates einherging. Dabei spielten Organisationen wie die Weltbank und die OECD eine Rolle, die den Multikulturalismus propagierten. Dass auch der strategische Ansatz des Diversity Managements sich in Richtung eines „market based view“ entwickelte, in dem sich eine neoliberale Wirtschaftspolitik ausdrückte, hält Regine Bendl nicht für einen Zufall: Die staatlichen Affirmative-Action-Programme in den USA seien ihr zufolge – dem Leitziel der Hegomenie der Institution Markt in der Strategie des Neoliberalismus folgend – schrittweise zurückgebaut sowie der Diversitätsgedanke von ethisch-affirmativen Aspekten schrittweise „gereinigt“ und dem Primat des Marktes unterworfen worden.
Die Beschäftigung mit Diversity Management im europäischen Raum folgte der Dynamik der Internationalisierung und Globalisierung. International tätige Konzerne wurden im Zuge von Unternehmenszusammenschlüssen mit Zielsetzung und Leitlinien des Diversity Management amerikanischer Prägung konfrontiert und fungierten als Katalysator bei der Entwicklung eines europäisch geprägten Diversity Management. Dieses reagierte auf die Anforderungen, die sich aus der internationalen Marktpräsenz ergeben, trug dabei aber den Unterschieden in der Organisationskultur Rechnung. Das führte zur Aufdeckung von Diskriminierungen und einer erheblichen Ausweitung des talent pool, jedoch vor allem seit der Finanzkrise 2008 zu neuen Differenzen und Spaltungen durch Intensivierung der Wettbewerbskultur. So kritisieren Genderforscherinnen die „Verbetriebswirtschaftlichung“ der Antidiskriminierungspolitik. Die scheinbare „Farbenblindheit“ (Colorblindness) des Neoliberalismus, dem es vordergründig um gleiche Chancen für alle Bewerber an Hochschulen oder in Unternehmen gehe, konterkariere die Bemühungen um eine positive Diskriminierung benachteiligter Gruppen. Hochschulen und Unternehmen konkurrierten um die Anwerbung von hochqualifizierten Zuwanderern, um sich für die Unternehmen attraktiv zu machen, kümmerten sich aber zu wenig um die armen und abhängigen Bewerber auf dem eigenen Arbeitsmarkt und begründeten damit neue Differenzen. Werde die soziale Konstruktion von Diversität so weit getrieben, dass jedes Individuum einzigartig und diese Einzigartigkeit anzuerkennen sei (die sogenannte Snowflake Diversity), schwäche das die Position der wirklich benachteiligten Gruppen entscheidend.
Doch selbst wenn sich an Hochschulen ein exzellent diverser Talentpool sammelt, wird er von den Unternehmen in vielen Ländern nur begrenzt aktiviert, obwohl er zur Verbesserung ihrer Performance führen könnte. Eine McKinsey-Studie, die Daten von 2014 und 2017 auswertete, zeigt, dass sich in Ländern wie im Vereinigten Königreich die Diversität auf der Führungsebene der Unternehmen auf eine Handvoll exzellenter, international tätiger Unternehmen beschränkt. In den USA und im Vereinigten Königreich bleibt insgesamt die Diversität in den Unternehmen weit hinter der der Hochschulen und auch der Gesamtbevölkerung zurück. Vor allem schwarze Frauen würden in den USA benachteiligt. In Deutschland sind u. a. Menschen mit Schwerbehinderung, über 50-Jährige, Muslime und Transsexuelle weiterhin am Arbeitsmarkt benachteiligt.

## Diversity Management und Managing Diversity in (den Staaten) der EU
Seit Inkrafttreten diverser Anti-Diskriminierungsrichtlinien in der Europäischen Union (siehe: Allgemeines Gleichbehandlungsgesetz) hat das Thema Diversity Management eine Compliance-Dimension erhalten, denn die Nichteinhaltung bestimmter Gleichbehandlungs-Standards wird nun sanktioniert. In Deutschland und Österreich hat sich der Gesetzgeber zur Erreichung einer Abschreckungswirkung gegenüber diskriminierenden Unternehmen dazu entschieden, Opfern eine zivilrechtliche, materielle Entschädigung – ähnlich einem Schmerzensgeld – zuzubilligen. Entgegen bisherigen Gepflogenheiten in den kontinentaleuropäischen Rechtsordnungen müssen Entschädigungszahlungen nach den zu Grunde liegenden Richtlinien explizit eine abschreckende Höhe haben, wobei sich die Abschreckung explizit auch auf Mitbewerber bezieht (Generalprävention). Die Einhaltung von Regeln des Diversity Managements bedeutet daher nicht mehr nur einen Wettbewerbsvorteil, sondern die Nichteinhaltung auch einen Wettbewerbsnachteil, da Marktteilnehmer, die sich nicht diversity-konform verhalten, mit erheblichen finanziellen Strafen rechnen müssen und so im Wettbewerb zurückgeworfen werden. Somit wird ein gender- und diversitygerechter Managementstil zu einer maßgeblichen Schlüsselqualifikation für Führungspositionen – was sich in einer wachsenden Anzahl von Qualifizierungsangeboten und Fachveranstaltungen zeigt.
Die Heinrich-Böll-Stiftung, „Thinktank“ der deutschen Partei Bündnis 90/Die Grünen, definiert einen neuen Ansatz des Diversity Managements (im Kontext des Aufsatzes: als Grundlage für das Unterrichts„management“ von Lehrkräften mit zunehmend heterogener Schülerschaft): „Das Ziel des Diversity Ansatzes ist es, nicht nur auf die Vielfalt der Differenzlinien und die Heterogenität von Identitäten aufmerksam zu machen, sondern auch die Verknüpfungen mit Fragen von Macht und Abhängigkeit ins Bewusstsein zu rücken.“ Das „politisierte“ Diversity-Modell basiere auf der Formel: „F (Feminismus) + GM (Gender-Mainstreaming) + I (Interkulturalität) ... + A (Antirassismus) + E (Enthinderung) + LSBT (Lesbisch, Schwule, Bisexuelle und Transgender) ... = Diversity“. „Die eigenen Ansätze sollen ihren Legitimationsanspruch behalten und zugunsten der sozialen Gerechtigkeit und Chancengleichheit für alle Menschen miteinander verbunden werden“, meint die Autorin.
Eine auf die Verhältnisse in Deutschland und ähnlich demografisch strukturierte Länder maßgeschneiderte Strategie hat die deutsche Bundesagentur für Arbeit entwickelt. Aus demografischen Gründen könne es sich Deutschland nicht mehr leisten, ältere Beschäftigte in den Vorruhestand zu entlassen, da es für deren Qualifikation oft mangels geeigneten Nachwuchses keinen Ersatz gebe und eine frühe Verrentung die Sozialkassen übermäßig belaste. Der zunehmende Fachkräftemangel müsse auch dadurch entschärft werden, dass vermehrt qualifizierte Bewerber aus dem Ausland eingestellt würden. Schließlich gelte es, die Frauenerwerbsquote zur Bekämpfung des Fachkräftemangels zu erhöhen. Insgesamt komme es darauf an, den genannten Gruppen auch aus volkswirtschaftlichen Gründen mit Wertschätzung für ihre Potenziale zu begegnen.
Im Dezember 2006 wurde in Deutschland die Charta der Vielfalt ins Leben gerufen. Dabei handelt es sich um eine Selbstverpflichtung von Unternehmen und anderen Organisationen zu einem von Vorurteilen möglichst freien Arbeitsumfeld, zu der sich bis 2017 2.700 Organisationen bekannt haben. Berücksichtigt werden in der Charta die Dimensionen: Alter, Geschlecht, Sexuelle Orientierung und Identität, Ethnische Herkunft und Nationalität, Behinderung sowie Religion und Weltanschauung.
Als Befund lässt sich festhalten, dass ein zweifacher Paradigmenwechsel zu erkennen ist:
- Zum einen ist eine veränderte Schwerpunktsetzung des Diversity Managements zu beobachten. Wurden bis in die späten 1990er Jahre mit Diversity Management nahezu ausschließlich Programme der „positiven Diskriminierung“ und der „Affirmative Action“ assoziiert, die auf Assimilation und Eingliederung benachteiligter Gruppen zielten, findet inzwischen eine zunehmende Ausweitung der Zielsetzung im Hinblick auf eine tiefgreifende Änderung der Unternehmenskultur statt, in der Wertschätzung und Bewusstsein für die Einzigartigkeit jedes Individuums als grundlegende Werte verankert sind.[59] Der Fokus auf die quantitative Repräsentation aller Bevölkerungsgruppen in der Struktur der Belegschaft hat sich zugunsten der Erforschung und Gestaltung der qualitativen Komponente der Arbeitsbeziehungen heterogener Belegschaften verschoben.
- Mit dieser Schwerpunktverlagerung vollzieht sich ein weiterer Paradigmenwechsel in der personalwirtschaftlichen Forschung und Praxis. Das „Defizitmodell“ im Umgang mit Minderheiten in der Organisation, durch das eine Sozialisierung im Hinblick auf die dominante Unternehmenskultur und damit faktisch das Einebnen von Unterschieden in der Belegschaft erreicht wurde, soll durch eine Diversität berücksichtigende Personalpolitik abgelöst worden. Die Homogenisierungsstrategie soll einer Strategie der Anerkennung und Nutzung von Vielfalt weichen, die über die Zielsetzung der Gleichstellung hinaus durch die Unterstützung informeller Netzwerkbildung, den Abbau von Stereotypbildung und differentielle personalpolitische Angebote gegenüber den einzelnen Beschäftigtengruppen geprägt ist. Inwieweit diese Befunde für austauschbare, weil gering qualifizierte Arbeitnehmer auf Einfacharbeitsplätzen gelten, ist sehr in Frage zu stellen. Hier haben nur wenige Unternehmen Diversity-Konzepte entwickelt.

Ein neuer Impuls für das Diversity Management ergibt sich aus dem in den meisten Staaten der Welt (in Deutschland seit 2009) rechtsverbindlichen Übereinkommen über die Rechte von Menschen mit Behinderungen der Vereinten Nationen. Von Belang für die Arbeitswelt ist vor allem dessen Artikel 27 („Teilhabe am Arbeitsleben“). Flankiert wird das Übereinkommen von der Vorschrift des Grundgesetzes (Art. 3 Abs. 3), in der es heißt: „Niemand darf wegen seiner Behinderung benachteiligt werden.“ Eine Bevorzugung von Menschen mit einer Behinderung ist also (als „Nachteilsausgleich“) in Betrieben ausdrücklich erlaubt. Die staatliche Legislative und Exekutive stehen unter einem starken Druck, für die Verwirklichung der Teilhaberechte von Menschen mit einer Behinderung in der Praxis Sorge zu tragen, und geben diesen Druck auf Betriebe weiter. Vor allem arbeiten die deutschen Gebietskörperschaften mit Nachdruck daran, die Barrierefreiheit (auch privater) Gebäude und Einrichtungen auf dem Vorschriftsweg voranzutreiben.
Als Folge der verschiedenen Diversity-Regime und ihres unterschiedlichen Umgangs entweder mit Quoten und Fördermaßnahmen oder durch „farbenblinde“ Stimulierung der freien Konkurrenz der Tüchtigen haben sich die Diversity-Schwerpunkte in unterschiedlichen EU-Ländern in den letzten Jahren jedoch recht unterschiedlich entwickelt. Während die Beteiligung von Frauen auf höchsten Unternehmensebenen in Frankreich bis 2018 auf etwa 40 Prozent gestiegen ist, fiel sie im Vereinigten Königreich auf etwa 12 Prozent zurück. Nach wie vor rekrutieren sich die französischen Wirtschaftseliten aus einheimischen Eliteschulen, was sozial benachteiligten Gruppe wie z. B. qualifizierten Zuwanderern den Aufstieg erschwert.

## Diversity Management und Interkulturelle Öffnung
Hubertus Schröer stellt die Begriffe Diversity Management und Interkulturelle Öffnung gegenüber. Beide befassen sich mit der Steuerung von und dem Umgang mit Vielfalt in Institutionen, wobei in der sozialen Arbeit und in gesamtgesellschaftlichen Betrachtung eher der Begriff Interkulturelle Öffnung und im Unternehmenskontext eher der Begriff Diversity Management geläufig ist. Schröer sieht beim Diversity Management die Gestaltung von Vielfalt als „Mittel zum Zweck“ einer gesteigerten Wertschöpfung und besseren Positionierung am Markt. Bei der Interkulturellen Öffnung ist die Gestaltung von Vielfalt der Zweck selbst, mit dem einher die Veränderung von Gesellschaft und Herstellung sozialer Gerechtigkeit geht.

## Empirisch-praktischer Gestaltungszugang
Gestaltungsdefizite lassen sich auf allen Analyseebenen feststellen. Die Mehrheit der auf der Ebene des Individuums ansetzenden empirischen Studien vergleicht die Auswirkung unterschiedlicher Arten von Diversität, etwa bezüglich Alter, Geschlecht oder ethnischer Abstammung, auf Variablen wie Leistung, Arbeitszufriedenheit und vertikale Mobilität von Mitarbeitern. Forschungsgegenstand ist auch der Vergleich von Beförderungshäufigkeit und Leistungsbeurteilungen benachteiligter Gruppen mit denjenigen dominierender Gruppen in der Organisation. Generalisierte, vom Individuum abstrahierende Aussagen sind mit Vorsicht zu interpretieren, da Maßnahmen des Diversity Management sich auf der individuellen Ebene unterschiedlich auswirken je nachdem, ob die Organisationsmitglieder der Minoritäten- oder Majoritätengruppe in der Organisation angehören. Es ist zudem eine beträchtliche Variation in der Stärke des Zusammenhangs (Korrelation) zwischen Diversität und Leistung innerhalb dieser Gruppen zu beobachten. Auf der individuellen Ebene zielen die Maßnahmen der Herbeiführung eines jeweils typischen Leistungsangebots von Personen auf die doppelte Zielsetzung der Erhaltung der Beschäftigungsfähigkeit (Employability) einerseits und der Komplettierungsfähigkeit des angebotenen Humanvermögens zur Herausbildung einer einzigartigen Unternehmensleistung (Wettbewerbsfähigkeit) andererseits. Arbeitsanbieter müssen deshalb fortgesetzt analysieren, wie ertragswahrscheinlich ihr gegenwärtiges Leistungspotential ist und welche Umstellungsbefähigung (mental, methodisch, fachlich) als „Reserve-Diversität“ sie potentiell wechsel- bzw. umstellungsfähig hält. Die Unternehmen müssen über die Deckung des aktuellen leistungsorientierten Bedarfs an diverser Befähigung hinaus die quantitative und qualitative Entwicklung des Angebots von Humanressourcen auf den relevanten Arbeitsmärkten analysieren. Die Passung zwischen dem Angebot von Humanressourcen und den sich verändernden Anforderungen zur Sicherung der zukünftigen Unternehmensleistung ist laufend zu überprüfen.
Die von Ely und Thomas 2001 und von Kochan et al. 2003 auf Gruppenebene durchgeführten Untersuchungen der Wirkungsbeziehung zwischen Diversity und unternehmerischen Erfolgsgrößen konnten allerdings keine unmittelbaren Zusammenhänge nachweisen. Dieser Befund deckt sich mit dem Forschungsstand zur Leistung heterogen zusammengesetzter Gruppen, demzufolge in Bezug auf das kognitive Leistungsverhalten keine signifikant höhere Leistung heterogener Gruppen im Vergleich zu homogenen Gruppen nachgewiesen werden konnte. Die Mehrzahl der Studien zur Leistung heterogener Gruppen wurden als „black-box“-Studien durchgeführt, d. h., es wurde von intervenierenden Variablen zwischen Diversity und Leistung abstrahiert. Die Uneindeutigkeit der identifizierten Wirkungsrichtungen legt nahe, weitere empirische Forschung zur Klärung des Verhältnisses zwischen sogenannten „first level outcomes“ (Veränderung von Fluktuationsraten, Produktivität, Problemlösequalität, Gruppenkohäsion) und „second level outcomes“ (Gewinn, Marktanteil, Effektivität) durchzuführen (Cox 1993). Auf der Gruppenebene sind insbesondere „altersdiverse“ Teams, Kern- und Peripherie-Arrangements und Netzwerke fester und freier Leistungserbringer hinsichtlich ihrer Leistungsbeiträge, der Gestaltungsvoraussetzungen und der zu erwartenden Kosten der Beschäftigung heterogener Belegschaften zu untersuchen.
Auch einige über die Aspekte von ökonomischem Erfolg und Leistung hinausgehende empirische Studien zur interkulturellen Kompetenzentwicklung und Mitarbeiterführung liegen in Deutschland bereits vor. Dabei ergeben sich Anhaltspunkte dafür, dass multikulturelle Teams insbesondere in Bereichen mit Kundenkontakt als hilfreich und unterstützend empfunden werden, während dies in Produktionsteams nicht der Fall ist. Auch scheint eine extreme kulturelle Heterogenität der Gruppen vorteilhaft für die Entwicklung von Kreativität und Problemlösungskompetenz zu sein. Allerdings berichten Kühl u. a. von der Tendenz zu Statuskämpfen in heterogenen Gruppen. So zeigt sich, dass die Bildung heterogener Gruppen zumeist zu einer informellen Rehierarchisierung führt, die eine schnellere Entscheidungsfindung ermöglicht, aber ausgiebige fachliche Diskussionen innerhalb der Gruppe erschwert. Vor allem in heterogenen Gruppen im Führungsbereich kommt es leichter zu eskalierenden Machtkämpfen.
Auf der Ebene der Gesamtorganisation besteht insbesondere Forschungsbedarf zur Interaktion zwischen Organisationsmitgliedern. Bestehende Instrumente wie Job-Rotation, Projektlaufbahnen und cross-pollination sind zur gezielten Schaffung von Diversität zu nutzen, um funktions- und geschäftsbereichsübergreifend Diversität in den Kooperationsbeziehungen aufzubauen. Geleitet von der Erkenntnis, dass das Potenzial heterogener Gruppen nicht mit der Summe aller Einzelpotenziale gleichzusetzen ist, sondern dass sich der Wert der Diversität insbesondere in der gelungenen themen- bzw. zielbezogenen Interaktion herausbildet, sind Potenzialbeurteilung und Mentoring auf die Anforderungen heterogener Gruppen so abzustimmen, dass sich auf Ebene der Gesamtorganisation zweckdienliche Wirkungen hinsichtlich der angestrebten Unternehmensziele ergeben.
Eine Erhebung unter den DAX-30 Unternehmen aus dem Jahr 2013 ergab, dass die Dimensionen „Geschlecht/Gender“, „Kultur/Nationalität“ und „Alter“ von allen teilnehmenden Unternehmen als wichtig eingeschätzt wurden. Die Dimensionen „Behinderung“, „Sexuelle Orientierung“ und „Religion“ liegen in dieser Umfrage hinsichtlich ihrer Wichtigkeit für die Unternehmen zurück. Zudem stellte die Publikation fest, dass Diversity Management-Maßnahmen vor allem für die obere und die mittlere Führungsebene konzipiert werden. Investoren, Kunden und Lieferanten spielten demnach eine vergleichsweise geringe Rolle bei der Begründung von Diversity Management. Als hauptsächliche Hinderungsgründe für die Umsetzung eines Diversity Managements wurden „fehlender innerer Handlungsdruck“, „Bedürfnis nach Ähnlichkeit“ (statt Diversität) und „zeitliche Belastung“ genannt. Im Jahr 2014 hatten 25 der DAX-30 Unternehmen eine „zentrale Ansprechperson für das Diversity Management“ (Diversity-Beauftragten). 13 von 15 antwortenden Unternehmen sagten aus, dass eine Diversity Management-Strategie für das Unternehmen bereits entwickelt oder die Entwicklung in Arbeit sei. Michael Stuber spricht jedoch von häufig simplifizierter oder fragmentierter Umsetzung des Konzepts etwa in Form des Versprechens einer besseren Work-Life-Balance.

## Forschung
Gegen Wissenschaftler in Deutschland wird oft der Vorwurf erhoben, sie orientierten sich ausschließlich an der amerikanischen Forschungstradition und wiesen nur wenige eigene Schwerpunktsetzungen auf, die an der spezifischen Realität in Deutschland anknüpfen. Ein großer Anteil der Forschung zu Diversity, auch in Deutschland, beschäftigt sich tatsächlich mit dem Zusammenhang zwischen der Vielfalt in einem Unternehmen und dessen unternehmerischem Erfolg, mit der Absicht, die Legitimationsbasis von Maßnahmen des Diversity Managements zu erweitern.
Eine Studie von Roland Berger Strategy Consultants aus dem Jahr 2011 zeigte, dass Unternehmen Probleme haben, ein umfassendes Diversity Management zu implementieren. So wurden von rund 70 % der befragten Unternehmen geregelte Minderheitenquoten abgelehnt, da mitunter Mitarbeiter ausschließlich aus gesetzlichen Gründen befördert werden müssten. Außerdem unternimmt eine Minderheit der Unternehmen Versuche, den Effekt der Maßnahmen zu messen. Weitere Studien beziehen sich auf einzelne Diversity-Aspekte wie den kulturellen Hintergrund oder die ethnische Herkunft sowie Gender oder fokussieren die Umsetzung von Diversity Management in DAX-Unternehmen.
Die zunehmende Konzentration auf die kurzfristige ökonomische Dimension, auch in der anglo-amerikanischen Forschung oder im Kontext des Themas Fachkräftemangel, lässt die Frage offen, wie die Einsicht bei allen Entscheidern erzeugt werden kann, dass die Diversität der eigenen Belegschaft eine Chance darstellen kann, auf welchem Weg mehr Diversität im Betrieb gezielt angestrebt werden kann, vor allem aber: wie es gelingen kann, die notwendige Offenheit zu erzeugen, die für eine solche positive Bewertung von Diversity Voraussetzung ist, handelt es sich doch dabei um einen längerfristigen Prozess des Kulturwandels nicht nur im Unternehmen, sondern auch in der Gesellschaft.
Forschungsbedarf besteht außerdem hinsichtlich der Voraussetzungen und Rahmenbedingungen für den Aufbau der für das Diversity Management notwendigen Kompetenz. Hier bietet die Forschung zu interkultureller Kompetenz, d. h. Kompetenz im Umgang mit kultureller Vielfalt, einen ersten Ansatzpunkt, wobei der Schwerpunkt auf die Bewusstmachung von Stereotypen und die Entwicklung eines Führungsstils zu legen ist, der Ambiguitätstoleranz aufweist und Unsicherheit sowie Widerstände auf der Seite der Mitarbeiter, aber auch unter Kollegen in der Firmenleitung, zu reduzieren vermag.

## Kritik

### Abkehr vom Antidiskriminierungs-Paradigma
Patricia Purtschert kritisiert, dass das Versprechen, wonach die Anwendung von Maßnahmen im Rahmen des Diversity Managements nicht nur zu höheren Gewinnen, sondern auch zu mehr Toleranz und Geschlechtergerechtigkeit führten, nicht von der Realität gedeckt sei. Konflikte blieben auf der lokalen und individuellen Ebene; nur dort werde ihnen mit Antidiskriminierungsregeln oder einem Toleranztraining begegnet. Das Verständnis von Differenz sei in der Praxis unzulässig entpolitisiert, da das Wesen von Diskriminierung, insbesondere in der Form der mehrfachen Diskriminierung einer Person, nicht (richtig) verstanden werde.

### Freiwilligkeit der Förderung von Vielfalt
Viele Unternehmen in Deutschland gestalten ihre Räumlichkeiten und das Arbeitsumfeld behinderter Beschäftigter nicht nur deshalb barrierefrei, weil ohne diese Maßnahme Menschen mit einer Körperbehinderung nur unter erschwerten Bedingungen ihren Dienstpflichten nachkommen könnten. Handlungsleitend ist oft der § 154 SGB IX in Verbindung mit dem § 160 Absatz 2 SGB IX. Firmen sind im Prinzip in Deutschland gesetzlich verpflichtet, eine Quote von 5 Prozent Beschäftigten mit einer Schwerbehinderung (in Bezug zur Gesamtzahl aller Arbeitnehmer) zu beschäftigen. Für jeden Arbeitnehmer, durch dessen Nichteinstellung die Quote verfehlt wird, muss die betreffende Firma ohne Gegenleistung eine Ausgleichsabgabe bezahlen. Dennoch erfüllen viele Firmen die Pflichtquote nicht und bezahlen die dadurch fällige Ausgleichsabgabe. Dabei muss allerdings berücksichtigt werden, dass es für viele Stellen nicht so viele fachlich geeignete Bewerber mit Behinderung gibt, dass allein durch deren Einstellung die geforderte Quote erfüllt werden könnte. Ein Ausweg besteht darin, dass die betreffende Firma Aufträge an eine Werkstatt für behinderte Menschen erteilt, die bei der Berechnung der Ausgleichsabgabe berücksichtigt werden.

### Prinzipielle Ablehnung (bestimmter Formen) von Vielfalt
Die katholische und die orthodoxe Kirche beschäftigen auch im 21. Jahrhundert keine Frauen als ordinierte Priester. Eine derartige offizielle Ablehnung einer bestimmten Bevölkerungsgruppe im erwerbsfähigen Alter als „ungeeignet für ein Amt“ ist allerdings in demokratischen Rechtsstaaten selten geworden. Zu nennen wäre in diesem Zusammenhang vor allem die Ablehnung von Menschen ohne die Staatsangehörigkeit des Inlands, die sich für die Einstellung als Beamte interessieren.

### „Celebrating Diversity“ verhindert den Abbau von Ungleichheit
In vielen US-amerikanischen und britischen Bildungseinrichtungen wird die existierende Diversität der Institution heute regelrecht gefeiert, z. B. mit längeren Festivals, ethnischen Tänzen oder ethnic food. Die Untersuchung der Gründe für die Unterrepräsentation bestimmter Gruppen und ihre Benennung sind aber nicht erwünscht, weil es sich dabei angeblich um eine blame the victim-Strategie handle (z. B. in Form der Diskriminierung der Eltern der Studierenden). Dieses beschönigende Reframing ziehe die Aufmerksamkeit ab von den tatsächlichen Ursachen von wachsender Ungleichheit; seine Folgen müssten deshalb genauer untersucht werden.
Der Pädagoge Paul Mecheril konstatiert, dass auch Josef Ackermann einen Zusammenhang zwischen Diversity, Chancengleichheit und „Leistungskultur“ postuliert. Mecheril merkt in diesem Zusammenhang an, dass Diversity Differenzlinien entschärfen und neutralisieren kann. Der Bezug auf gender, race, class, sexuality, handicap führe jedoch nicht zu einer Überwindung des festlegenden Identitätsdenkens, sondern zu seiner Pluralisierung. Die Praxis könne es auch Mehrheitsangehörigen ermöglichen, Differenzen zu instrumentalisieren und ihre informellen Privilegien gegenüber Minoritätsangehörigen auf dem Feld professioneller Differenzpraxis auszuspielen. Diversity-„Angebote“ tendierten dahin, bestehende Strukturen zu verfestigen.
Das Merkmal (harter) körperlicher Arbeit, welches sich nach längerer Zeit dauerhaft in Physis und Habitus einschreibt, wird laut Michael Meuser in kaum einer Diskussion als relevantes Diversity-Merkmal angesehen wird. Das hänge mit dem wirtschaftlichen Bedeutungsverlust der körperlichen Arbeit als Ressource, d. h. mit ihrer weitgehenden Entwertung als Element des Humankapitals zusammen.

### Diversity-Initiativen führen zu Gefühlen der Benachteiligung bei weißen Personen
Die Sozialpsychologin Cheryl Kaiser und ihr Forschungsteam (2022) untersuchte, wie weiße Amerikaner Diversity-Initiativen im Hinblick auf ethnische Zugehörigkeit wahrnehmen. In sieben Experimenten zeigte sich, dass solche Initiativen bei weißen Teilnehmenden verstärkt die Wahrnehmung auslösten, ihre Gruppe werde weniger geschätzt und respektiert als ethnische Minderheiten. Zudem wurden berufliche Benachteiligungen weißer Personen im Beisein von Diversity-Initiativen häufiger auf „anti-weißen Bias“ zurückgeführt, selbst wenn objektive Kriterien wie Meritokratie oder gleiche Aufstiegschancen gegeben waren. Die Autoren interpretieren diese Ergebnisse als Hinweis darauf, dass Diversity-Initiativen unbeabsichtigt ein Gefühl von Ungleichbehandlung fördern können, was die Akzeptanz solcher Maßnahmen erschweren könnte.